# ليه باكمان
ليه باكمان (بالإنجليزية: Les Backman)‏ هو لاعب كرة قاعدة أمريكي، ولد في 20 مارس 1888 في كليفس في الولايات المتحدة، وتوفي في 8 نوفمبر 1975 في سينسيناتي في الولايات المتحدة.

## وصلات خارجية
- ليه باكمان على موقعبيزبول رفرنس.كوم (الدوري الرئيسي) (الإنجليزية)
- ليه باكمان على موقعبيزبول رفرنس.كوم (الدوري الثانوي) (الإنجليزية)